# Shout (canción de Ant & Dec ft Andy Bell)
«Shout» es el decimotercer sencillo de Ant & Dec, conocidos anteriormente como PJ & Duncan y el tercero de su último álbum, The Cult of Ant & Dec.

La canción incluye coros por Andy Bell.El estribillo toma prestadas frases similares al tema Shout de Tears For Fears.

El vídeo muestra de música a Ant & Dec en una habitación de hotel que canta la canción. Dec toca la guitarra acústica en el vídeo.

## Posicionamiento
| Listas (1997)                        | Máxima posición |
| ------------------------------------ | --------------- |
| UK Singles (Official Charts Company) | 10              |